# Янко Драґанов
Янко Драґанов (болг. Янко Драганов Драганов); нар. 29 березня 1859, Тулча — пом. 23 листопада 1932, Софія — болгарський офіцер, генерал-лейтенант учасник війни за національне об'єднання.

## Біографія
Народився 29 березня 1859 в місті Тулча. Брав участь у Російсько-турецькій війні (1877—1878).
У 1880 закінчив Одеське військовий училище.
Під час Сербсько-болгарської війни (1885) був начальником загального резерву оборони Видина. Пізніше був начальником берегової охорони Північного загону.
Під час Балканських воєн був у військовій свиті короля Фердинанда I. Під час Першої світової війни брав участь в бойових діях проти сербської армії в Піроті, Бела-Паланка, Лесковаці. Відзначився у битвах при Тутракані та Сілістрі.
Після закінчення війни йде в запас.
Помер 23 листопада 1932 в Софії від хвороби Паркінсона. Його спогади, фотографії та документи зберігаються в центральному державному архіві.

## Нагороди
- Орден «За хоробрість» II, III і IV ступеня
- Орден «Святий Олександр» IV і V ступеня без мечів
- Орден «За військові заслуги» III ступеня
- Медаль «За заслуги», Османська імперія